# Mister Ten Per Cent
Mister Ten Per Cent es una película de comedia británica de 1967 dirigida por Peter Graham Scott y protagonizada por Charlie Drake, Derek Nimmo, George Baker, Wanda Ventham y John Le Mesurier.
Se rodó en los Estudios Elstree y en locación en Londres. Su banda sonora fue compuesta por Ron Goodwin. Fue la última de una serie de cuatro películas producidas por ABPC con Drake.

## Argumento
Percy Pointer, un trabajador de la construcción y dramaturgo aficionado, escribe el drama Oh My Lord y espera que sea producido profesionalmente. Un productor deshonesto acepta respaldar la obra, con la esperanza de que sea un desastre, para poder reclamar el seguro en caso de fracaso. Para angustia de Percy, la primera audiencia ve la obra como una comedia física, no como el drama que pretendía que fuera.
La obra es un éxito y al público le encanta. Pero Percy está molesto por el giro de los acontecimientos e intenta arruinar la producción. Entonces surge que en su ignorancia de los contratos del mundo del espectáculo, ha cedido el 10% de los ingresos a tantas personas que en realidad debe el 110% del dinero.
Sus intentos de sabotear la producción lo llevan a ser expulsado del teatro. Pero con gran ingenio, se las arregla para entrar tras bastidores del teatro y crear estragos. Con la audiencia pensando que esto es parte de la comedia y disfrutándolo enormemente, Percy sube al escenario y se dirige a la audiencia, preguntándoles por qué encuentran su drama tan divertido. Nadie puede encontrar una respuesta, pero lo animan de todos modos.

## Reparto
- Charlie Drake como Percy Pointer.
- Derek Nimmo como Tony.
- Wanda Ventham como Kathy.
- John Le Mesurier como Jocelyn Macauley.
- Anthony Nicholls como Casey.
- Noel Dyson como la Sra. Gorman.
- John Hewer como Townsend.
- Anthony Gardner como Claude Crepe.
- Ronald Radd como Publicista.
- John Laurie como Escocés.
- Colin Douglas como Policía.
- Annette Andre como Muriel.
- Justine Lord como Lady Dorothea.
- George Baker como Lord Edward.
- Joyce Blair como Primera Lady Dorothea.
- Una Stubbs como Segunda Lady Dorothea.
- Nicole Shelby como Fiona.
- Gina Warwick como Elena.
- Percy Herbert como Inspector Great.
- Desmond Roberts como Sirviente.
- Colin Douglas como Policía.
- Lyn Ashley como Criada.
- Roy Beck como Aficionado al teatro.
- Pauline Chamberlain como Mujer en la audiencia de teatro.
- Carol Cleveland como Chica en la fiesta del teatro.
- Valerie Van Ost como Chica en la fiesta del teatro.